# قطعنامه ۱۸۱۸ شورای امنیت
قطعنامه  ۱۸۱۸ شورای امنیت سازمان ملل متحد که در تاریخ ۱۳ ژوئن ۲۰۰۸ تصویب شد، سندی بین‌المللی دربارهٔ بررسی وضعیت در قبرس است. این قطعنامه طی نشست ۵۹۱۱ام با ۱۵ رای موافق، ۰ مخالف و ۰ ممتنع تصویب شد.